# 稚魚
稚魚（ちぎょ、英語：juvenile）とは、魚類の成長過程中での初期のステージのひとつ。広義ではしばしば仔魚（しぎょ）もひっくるめて“稚魚”と称されるが、生物学上は仔魚と稚魚は明確な定義で区別される。仔魚の次のステージが稚魚である。また、仔魚と稚魚をひっくるめて仔稚魚と総称することもある。

## 定義
後期仔魚以降に鰭条数や脊椎骨数が定数に達し、ほぼその種の特徴を示すまでの成長段階で、体の斑紋や色彩などはなお成魚と異なる。なお、稚魚期の次のステージは未成魚期または幼魚期と呼ばれる。